# Mouvement démocrate social
Le Mouvement démocrate social (en espagnol : Movimiento Demócrata Social ou plus simplement Demócratas ; MDS) est un parti politique de Bolivie fondé par le gouverneur de Santa Cruz, Rubén Costas Aguilera. La position idéologique du parti est le conservatisme social et il est considéré au centre droit de l'échiquier politique.
Le MDS est fondé en 2013 comme opposition au gouvernement d'Evo Morales. Il agit d'ailleurs comme principale force d'opposition aux élections générales de 2014 en formant une coalition avec le Front d'unité nationale. Malgré le fait qu'il n'ait jamais remporté d'élections générales, il est au pouvoir sous la présidence de Jeanine Áñez, du 12 novembre 2019 au 8 novembre 2020, faisant suite à la crise post-électorale de 2019 qui a mené, entre autres, à la démission d'Evo Morales.

## Histoire
La plupart des principaux dirigeants du Mouvement démocrate social (MDS) proviennent du milieu où est né un processus d'autonomie régionale en 2003. Toutefois, il faut attendre 2011 avant que le MDS soit constitué en tant qu'organisation politique, et ce, par la fusion de quelques partis politiques, soit le Consensus populaire, les Verts (Santa Cruz), Primero El Beni (Beni) et LIDER (Chuquisaca). 
Le 15 décembre 2013, 5 000 représentants des neuf départements de la Bolivie ont été convoqués à Cochabamba pour approuver la fondation officielle des Démocrates et l'élection de son comité exécutif national. Pendant le congrès, le parti nomme son principal fondateur, Rubén Costas, alors gouverneur de Santa Cruz, candidat à la présidence de la Bolivie,.

### Élections générales de 2014
En vue des élections générales prévues le 12 octobre 2014, les Démocrates se sont alliés avec le Front d'unité nationale (UN), dirigé par Samuel Doria Medina, pour former l'Unité démocrate (UD). La nouvelle coalition propose alors le chef de l'Unité nationale, Samuel Doria Medina, comme candidat à la présidence et Ernesto Suárez, un des dirigeants du MDS et ex-gouverneur du département du Beni, comme candidat à vice-président. 
Bien que le MAS d'Evo Morales ait largement remporté les élections avec 61 % des voix, l'Unité démocrate réussit à s'inscrire comme principale force d'opposition avec 24,23 % des voix. La coalition remporte des sièges dans les neuf départements boliviens, plus précisément neuf sénateurs et 32 députés. Parmi ceux-ci, le MDS compte six sénateurs, 19 députés et un député spécial, bénéficiant ainsi d'un poids important au sein de l'alliance,. 
Au niveau du nombre de voix exprimées, l'Unité démocrate ne réussit qu'à dépasser le MAS dans un seul département, soit celui du Beni, un bastion de la droite, où elle obtient 51,44 % des voix. Elle récolte également environ 40 % des voix dans les départements de Pando et de Santa Cruz et environ 25 % dans le département de Tarija.    

### Élections régionales de 2015
Le 20 mars 2015, quelques jours avant les élections, le Tribunal suprême électoral déclare invalides toutes les candidatures de l'Unité démocrate dans le département du Beni, en raison d'une entorse à la loi électorale liée à la diffusion de sondages électoraux. L'Unité démocrate, donnée favorite dans ce département, ne peut donc compter sur aucune candidature dans ce qui représentait son bastion et se voit pratiquement absente de tout compte-rendu de résultats électoraux.
Bien que présentant des candidats avec la coalition Unité démocrate dans le département du Beni, le MDS présente des candidats sous sa propre étiquette dans plusieurs autres départements. Il arrive d'ailleurs en deuxième position en ce qui a trait au vote populaire avec 20,58 % après le MAS qui obtient environ 42 % des voix. Son fondateur, Rubén Costas, est réélu comme gouverneur du département de Santa Cruz et le parti obtient la plupart des sièges de l'assemblée départementale.
Aussi, les Démocrates obtiennent leur première victoire en dehors du département de Santa Cruz, José María Leyes obtient 56 % des voix pour le poste de maire de Cochabamba et remporte six sièges du conseil municipal sur onze. Le parti arrive aussi en deuxième place pour le poste de gouverneur de Cochabamba, ce qui représente également une première.

### Élections générales de 2019
En novembre 2018, le MDS en alliance avec la Plateforme 21F (nommée en l'honneur de la date du référendum où les Boliviens ont voté non à la suppression du nombre maximal de mandats à la présidence) forment la coalition Bolivia Dice No (La Bolivie a dit non) en vue des élections générales de 2019. Le binôme présidentiel est formé des sénateurs Oscar Ortiz Antelo et Edwin Rodríguez comme candidats à la présidence et à la vice-présidence, respectivement. La coalition obtient 4,24 % des voix, ce qui représente quatre des 130 sièges que composent l'Assemblée législative plurinationale.
Le 20 octobre 2019, à la suite du dévoilement des résultats, une importante crise électorale surgit, ce qui entraîne la démission du président réélu Evo Morales quelques semaines plus tard. La sénatrice du MDS, Jeanine Áñez, alors cinquième dans l'ordre de succession constitutionnelle, devient donc présidente de l'État par intérim, le 12 novembre 2019.

### Élections générales de 2020
Après avoir pourtant affirmé le contraire lors de son entrée en poste, la présidente intérimaire Jeanine Áñez décide en janvier 2020 de se présenter aux élections de mai (ensuite reportées) avec Juntos, une nouvelle coalition ralliant le MDS, le Front d'unité nationale, Souveraineté et liberté (Sol.bo), Todos y Unir et l'Unité départementale autonomiste de Tarija.
Le 22 septembre 2020, moins d'un mois avant les élections, Áñez dissout l'alliance Juntos afin que l'opposition au MAS soit moins dispersée. Plusieurs des membres de l'alliance appuient dès lors le candidat de droite Luis Fernando Camacho, bien que le MDS ait, quant à lui, opté pour un appui en faveur du candidat centriste Carlos Mesa. 
Le 18 octobre 2020, le candidat du MAS, Luis Arce, est élu comme président de l'État. Il entre en poste le 8 novembre suivant et succède à la présidente intérimaire. 